# Dezső Lauber
Dezső Márton Lauber (ur. 23 maja 1879 w Peczu, zm. 5 września 1966 w Budapeszcie) – węgierski architekt i sportowiec żydowskiego pochodzenia, srebrny medalista Olimpijskiego Konkursu Sztuki i Literatury 1924 i uczestnik igrzysk olimpijskich. 

## Życiorys
Lauber uprawiał m.in.: łyżwiarstwo, bobsleje, golf, kolarstwo i tenis. W ostatniej z tych dyscyplin wystąpił w singlu na Letnich Igrzyskach Olimpijskich 1908 – w 1/16 finału pokonał go Charles Dixon (6:1, 6:0, 6:0). Zgłoszony był również do udziału w deblu, lecz nie pojawił się na starcie. W 1907 roku został wicemistrzem kraju w singlu. Był wielokrotnym mistrzem Węgier w kolarstwie, golfie i trzykrotnym mistrzem Monachium w golfie. W latach 1906–1915 sekretarz Węgierskiego Komitetu Olimpijskiego.
Z zawodu był architektem. Skonstruował i wybudował pierwsze na Węgrzech pole golfowe, które powstało w latach 1908–1909 w Tatrzańskiej Łomnicy. Wraz z Alfrédem Hajósem był współautorem projektu stadionu w stylu antycznym o pojemności 50 tysięcy miejsc, za który zdobyli w 1924 roku srebrny medal w Olimpijskim Konkursie Sztuki i Literatury. Projekt powstał jeszcze przed I wojną światową. Po jej zakończeniu planowano sfinalizować budowę na Wyspie Małgorzaty, a następnie na terenie XIX dzielnicy Budapesztu – w ostatniej z lokalizacji został później wybudowany Népstadion. W 1928 roku był członkiem jury Olimpijskiego Konkursu Sztuki i Literatury w konkursach architektonicznych.
W Peczu znajduje się hala sportowa imienia Laubera.